# Wahlbezirk Schlesien 14
Der Wahlbezirk Schlesien 14 war ein Wahlkreis für die Wahlen zum Abgeordnetenhaus im österreichischen Kronland Schlesien. Der Wahlbezirk wurde 1907 mit der Einführung der Reichsratswahlordnung geschaffen und bestand bis zum Zusammenbruch der Habsburgermonarchie.

## Geschichte
Nachdem der Reichsrat im Herbst 1906 das allgemeine, gleiche, geheime und direkte Männerwahlrecht beschlossen hatte, wurde mit 26. Jänner 1907 die große Wahlrechtsreform durch Sanktionierung von Kaiser Franz Joseph I. gültig. Mit der neuen Reichsratswahlordnung schuf man insgesamt 516 Wahlbezirke, wobei mit Ausnahme Galiziens in jedem Wahlbezirk ein Abgeordneter im Zuge der Reichsratswahl gewählt wurde. Der Abgeordnete musste sich dabei im ersten Wahlgang oder in einer Stichwahl mit absoluter Mehrheit durchsetzen. Der Wahlkreis Schlesien 14 umfasste die Gerichtsbezirke Bielitz, Skotschau und Schwarzwasser, wobei folgende Gemeinden ausgenommen waren:
- aus dem Gerichtsbezirk Bielitz die Gemeinden Alexanderfeld, Altbielitz, Batzdorf, Bistrai, Kamitz, Lobnitz, Nikelsdorf und Ober Kurzwald (Wahlbezirk 10)
- aus dem Gerichtsbezirk Skotschau die gleichnamige Stadt Skotschau (Wahlbezirk 5)
- aus dem Gerichtsbezirk Schwarzwasser die gleichnamige Stadt Schwarzwasser (Wahlbezirk 4)

Aus der Reichsratswahl 1907 ging der polnische Priester Józef Londzin, ein Kandidat des Bunds der schlesischen Katholiken, als Sieger hervor. Seine Gegner waren Alojzy Bonczek (Polnische Sozialdemokratische Partei Galiziens, PPSD) und Jan Sztwiertnia, ehemaliges Mitglied des Bunds der schlesischen Katholiken, früher mit dem Ideal eines von der polnischen Nationalbewegung geprägten Schlesien verbunden, aber mit relativer Unterstützung der örtlichen Deutschen. Robert Rosche, ein Vorgesetzte der Gemeinde Pogórze und ein Anhänger von Theodor Haase (Deutsche Fortschrittspartei), verzichtete auf die Teilnahme.
In der Reichsratswahl 1911 gewann wieder Józef Londzin. Seine Gegner waren damals der deutschfreundliche und gegen die polnische Nationalbewegung eingestellte Józef Kożdoń und der Sozialdemokrat Edmund Chobot (PPSD). Der Kampf um Stimmen war besonders scharf.

## Wahlergebnisse

### Reichsratswahl 1907

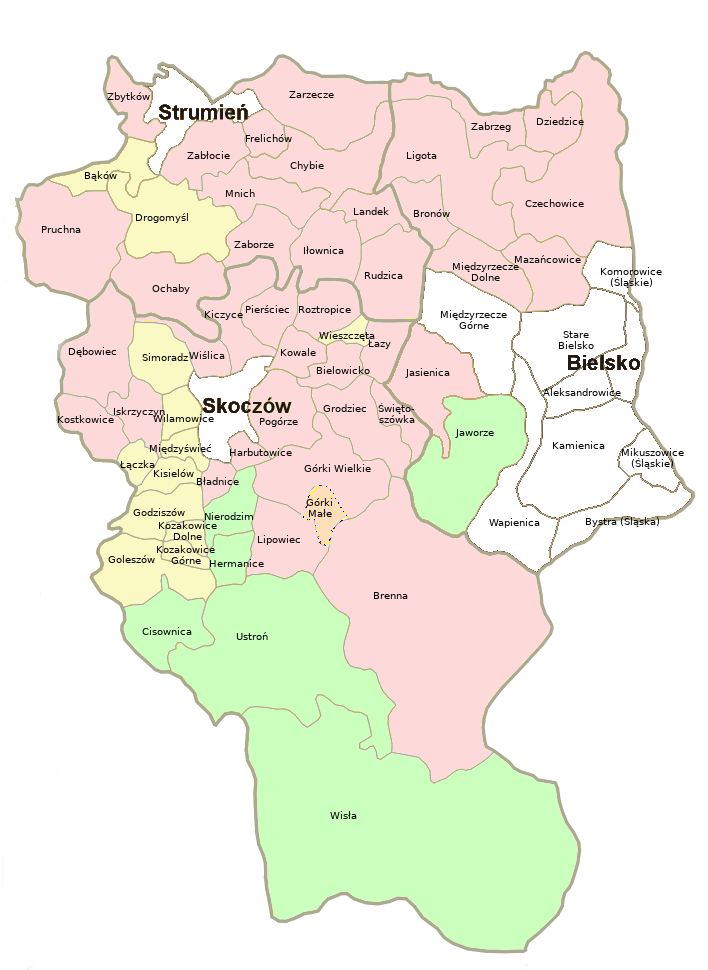
Reichsratswahl 1907:
Londzin (rot),
Sztwiertnia (gelb),
Bonczek (grün)

Die Reichsratswahl 1907 wurde am 14. Mai 1907 (erster Wahlgang) durchgeführt. Die Stichwahl entfiel auf Grund der absoluten Mehrheit für Londzin im ersten Wahlgang.
| Kandidat                                                                      | Partei                                                        | Wahlkreis- stimmen | Prozent |
| ----------------------------------------------------------------------------- | ------------------------------------------------------------- | ------------------ | ------- |
| Józef Londzin                                                                 | Bund der schlesischen Katholiken (polnisch-christlich-sozial) | 6186               | 58,6 %  |
| Jan Sztwiertnia                                                               | Polnische Agrarier                                            | 2378               | 22,5 %  |
| Alojzy Bonczek                                                                | PPSD                                                          | 1963               | 18,6 %  |
|                                                                               | Sonstige Parteien                                             | 27                 | 0,3 %   |
| Wahlberechtigte: 11.013, Ungültige/Leere Stimmen: 46, Wahlbeteiligung: 96,2 % |                                                               |                    |         |

### Reichsratswahl 1911

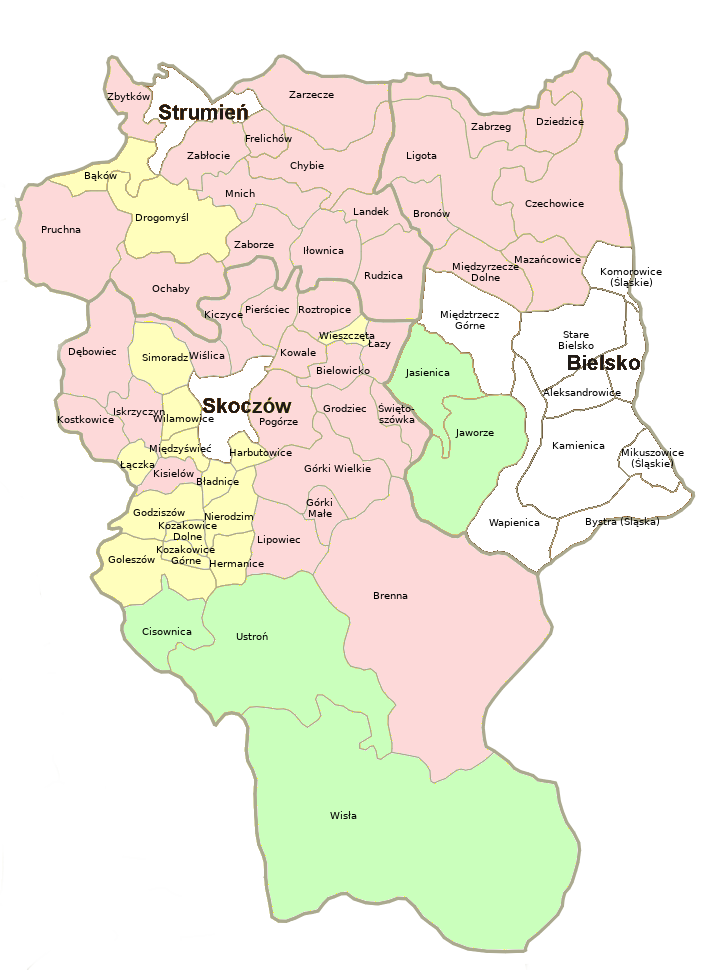
Reichsratswahl 1911:
Londzin (rot),
Kożdoń (gelb),
Chobot (grün)

Die Reichsratswahl 1911 wurde am 13. Juni 1911 durchgeführt. Die Stichwahl entfiel auf Grund der absoluten Mehrheit für Londzin im ersten Wahlgang.
| Kandidat                                                                      | Partei                                             | Wahlkreis- stimmen | Prozent |
| ----------------------------------------------------------------------------- | -------------------------------------------------- | ------------------ | ------- |
| Józef Londzin                                                                 | Polnische Volkspartei                              | 6.039              | 55,1 %  |
| Józef Kożdoń                                                                  | Schlesische Volkspartei (deutschfreundliche Polen) | 2.832              | 25,8 %  |
| Edmund Chobot                                                                 | PPSD                                               | 2.088              | 19 %    |
|                                                                               | Sonstige Parteien                                  | 11                 | 0,1 %   |
| Wahlberechtigte: 11.684, Ungültige/Leere Stimmen: 66, Wahlbeteiligung: 94,5 % |                                                    |                    |         |